# Marhaenisme
Marhaenisme is de politieke leer ontwikkeld door Soekarno, waarin marxistische ideeën worden verbonden met de sociale omstandigheden van een agrarische gemeenschap. In de praktijk betekent dat: opkomen voor de armen in de samenleving.
De term "Marhaen" is volgens een populair verhaal eigenlijk de naam van een boer die de jonge Soekarno tegenkomt bij een fietstochtje in de buurt van Bandung.
De Marhaen is om de positie van de Indonesische massa uit te drukken, niet zoals in marxistische zin het proletariaat, maar als mensen die onder armoede lijden door de koloniale uitbuiting en het afhankelijk zijn van de Europese en Amerikaanse markt. Het Marhaenisme was goed genoeg ontwikkeld, dat het in 1933 negen theses had ontwikkeld waarin het concept synoniem was met linksnationalisme en de strijd voor onafhankelijkheid.
In 2000 heeft Sukmawati Sukarnoputri de naam van de oudste partij die men in Indonesië kent, de PNI (Partai Nasional Indonesia), veranderd naar PNI Marhaenisme.